# 아그기오사우루스

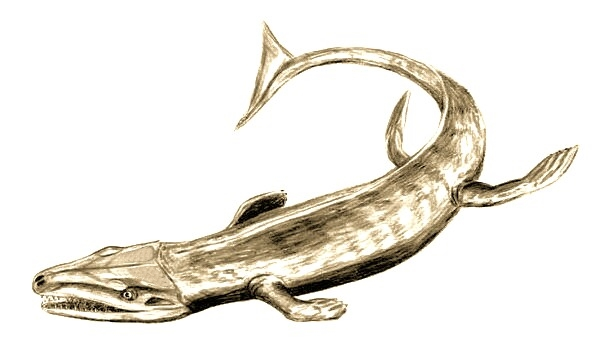

아그기오사우루스(학명:Aggiosaurus nicaeensis)는 악어목 메트리오린쿠스과에 속하는 악어이다. 지금은 멸종된 악어로 몸길이가 4~6m인 거대한 악어에 속한다.

## 특징
아그기오사우루스는 바다의 생활에 적응하여 살아갔던 바다악어 중에 하나이다. 바다에 적응하여서 살았던 바다악어였기 때문에 몸에는 바다의 염분을 조절할 수가 있는 기능이 있었다. 꼬리의 뒷부분은 지느러미의 모습으로 진화했으며 앞다리에 비해 뒷다리가 질고 발의 모습이 물갈퀴의 모습으로 진화한 것이 특징이다. 이는 바다에서 유영하고 앞으로 나아가는 데에 있어 매우 유용하게 사용하였을 것으로 보인다. 또한 콧구멍이 앞쪽으로 쏠려 있으며 눈이 앞으로 튀어나와 있고 갈색의 몸을 가진 것이 특징이다. 또한 부분적으로 넓게 확장된 두개골과 뼈를 가진 것이 특징이며 양턱에는 총 15~20개의 톱니 모양을 가진 날카로운 이빨의 모습을 가지고 있고 이를 통하여 먹이를 사냥했을 것으로 추정이 된다. 먹이로는 당대에 서식했던 물고기, 오징어, 갑각류 등을 잡아먹었던 육식성의 포식자로 추정되는 종이다.

## 역사와 분류와 어원
아그기오사우루스는 1913년 H. Ambayrac에 의해 처음 설명되고 이름이 붙여졌으며 붙여진 종류는 아그기오사우루스 니케엔시스(Agggiosus nicaeensis)이다. 이러한 아그기오사우루스의 총칭은 Cap d'Aggio-La Turbie의 이름에서 유래되었으며 고대 그리스어로 "마법사"를 의미하는 "sauros"(σαῦροςςς)(한국어의 발음:사우로스)에서 유래되었다. 그 구체적인 이름은 그것이 발견된 프랑스의 니스에 기리고 있다. geosaurinemetriorhynchid crocodyliform 좋은 남부 프랑스의 후기 쥐라기( 늦게Oxfordian 무대)에서 알려진 Aggiosaurus는 멸종된 바다악어의 한 속이다. 1913년 H. Ambayrac이 이름을 붙인 단일 종인 Aggiosaurus nicaeensis가 들어 있다. 아그기오사우루스는 1912년 H. Ambayrac가 수집한 무숫자, 빈약하게 보존된 상악의 원형인 홀로타입으로 알려져 있으며 현재 Muséum d'histoire naturelle de Nice에 보관되어 있는 석회암에 보존되어 있다. 그것은 프랑스 니스에 있는 옥스퍼드 시대의 캡 다조-라 터비의 지역으로부터 표본이 수집되었다. 처음에는 Ambayrac(1913)에 의해 거대공룡으로 묘사되었다. 후에 부페라우트(1982)는 다코사우루스의 일원이 아니더라도 사실 메트리오린치드라는 것을 증명했다. 활자 표본이 잘 보존되지 않기 때문에 때로는 명목상의 두비움으로 간주되기도 한다. 영앤드레이드(2009)는 아그기오사우루스는 다코사우루스의 주니어 동의어로서 A. 니케엔시스는 다코사우루스를 별개의 종으로 잠정적으로 언급할 수 있다고 제안했다. 그들은 이 언급이 다른 모든 탈라토수치안들 중에서 다코사우루스 종에만 있는 것으로 생각되는 비정상적으로 큰 틀니 (6 센티미터 또는 2.4 인치를 초과하는 사피코바살 길이)에 근거했다. 비록 추가적인 계통생리학적 분석 결과 토르보뉴스테스와 같은 다른 지오사우루스에도 큰 튼튼한 이빨이 존재한다는 것이 밝혀졌지만 아그기오사우루스는 실제로 알려진 메트리오린치드(최대 12 cm (4.7 in)의 가장 큰 의치를 가지고 있다. 영 외 연구진(2012)은 그들의 계통생성학적 분석에서 파라피알레틱 다코사우루스가 발견되었고 이전에 생각했던 것보다 게오사우르시니 내에서 더 많은 기저 위치를 제안함에 따라 D. 만셀리(이 특성도 나타냄)를 위한 플레시오수쿠스(Plesiosuchus)라는 속명을 부활시켰다. 게오사우루스인 사이에서는 비정상적으로 큰 틀니(사피코바살 길이 6cm(2.4인치)가 동종 플라스틱으로 간주되었기 때문에 아그기오사우루스는 다코사우루스나 플레시오수쿠스의 주니어 동의어로 간주할 수 없다.

## 생존시기와 서식지와 화석의 발견
아그기오사우루스가 생존하던 시기는 중생대의 쥐라기 후기로서 지금으로부터 약 1억 6500만년전~1억 4500만년전에 생존했던 바다악어이다. 생존했던 시기에는 유럽을 중심으로 하는 대서양, 북극해, 지중해에서 주로 서식했던 바다악어이다. 화석의 발견은 1913년에 유럽의 국가 중에 하나인 프랑스의 쥐라기에 형성된 지층에서 프랑스의 고생물학자들에 의해 처음으로 화석이 발견되어 새롭게 명명된 종이다.

## 같이 보기
- 악어
- 중생대
- 트라이아스기
- 파충류
- 화석